# Entamoeba histolytica

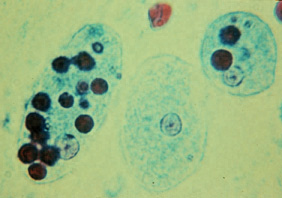
Entamoeben met ingesloten erytrocyten

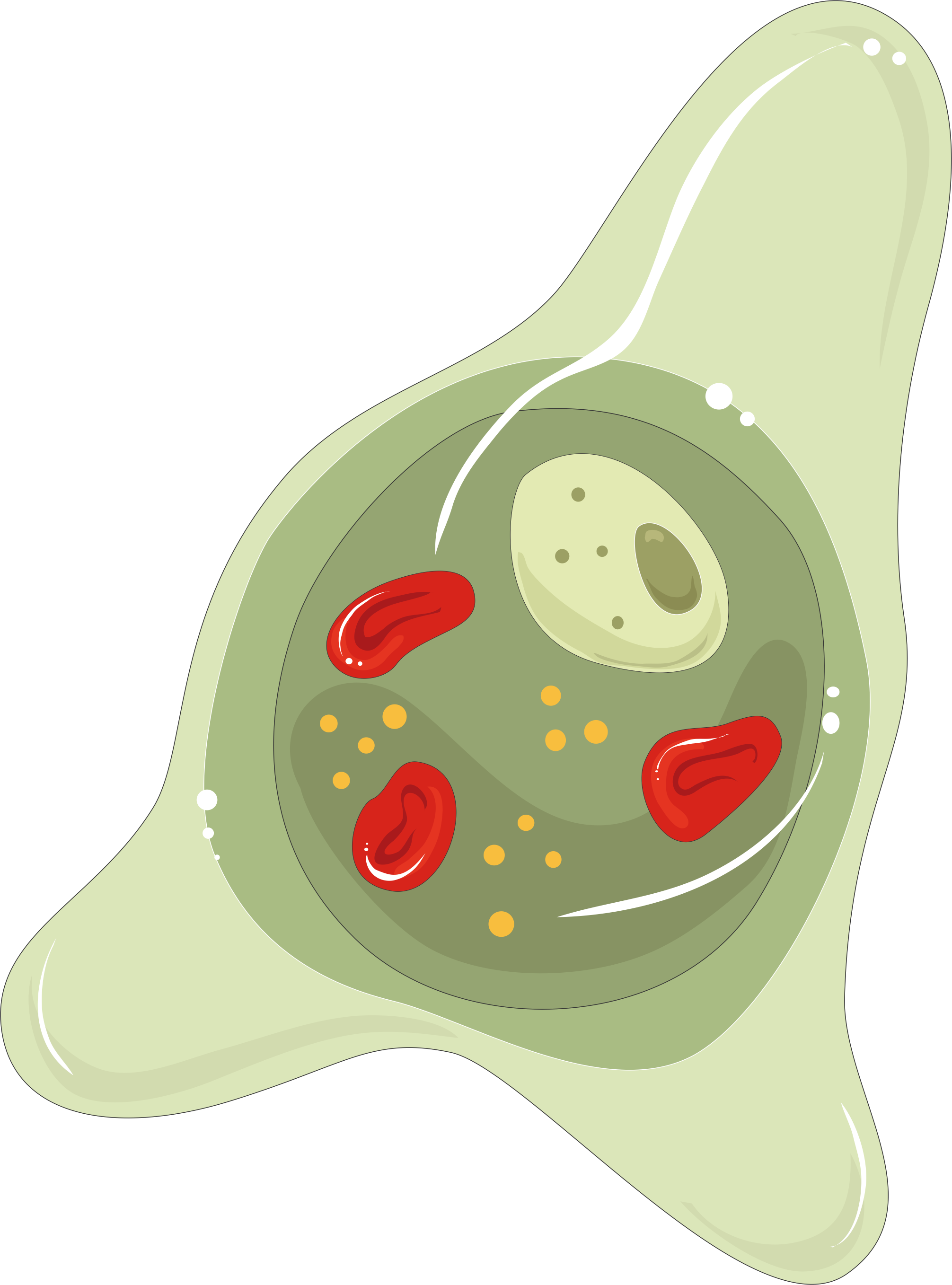
Entamoeba histolytica

Entamoeba histolytica is een parasiet uit het rijk der protisten. Entamoeba histolytica is meestal rond tot ovaal van vorm en ongeveer 15-20 µm lang.
Deze eencellige parasiet komt voor in de menselijke darmen. Een infectie veroorzaakt amoebiasis.
Een van de voornaamste kenmerken van Entamoeba histolytica is dat het rode bloedcellen (erytrocyten) doodt. De actieve voedende toestand van deze entamoeba heet ook wel amoebische trofozoiet. Meestal worden geen pathogenen in de ontlasting aangetroffen, behalve bij verhoogde peristaltiek.

## Transmissie
Entamoeba histolytica kan overgedragen worden via water en voedsel. Dit komt doordat de cyste, een overlevingsvorm van de parasiet (rond met vier kernen), wordt uitgescheiden in de ontlasting. De cyste is een vorm waarin de parasiet buiten het lichaam kan overleven en zich dus in water en voedsel kan bevinden. Wanneer dat voedsel vervolgens wordt gegeten, vindt transmissie plaats.

## Voorkomen
Entamoeba histolytica komt met name in de tropen en subtropen voor, naar schatting bij ongeveer een half miljard mensen.

## Ontwikkeling entamoeba histolytica in de mens
De cystevorm komt het lichaam binnen via water of voedsel en passeert dan de maag. Vervolgens komt deze in de darmen terecht en deelt zich daar. De vier kernen worden vier trophozoieten (actieve voedende vorm van de parasiet). Die delen zich ook weer en doen zich te goed aan alles dat zich in de darmen van de gastheer bevindt. Naarmate het zich naar de uitgang (anus) begeeft, vormt het zich om naar zijn cystestadium. Het merkt dat de omgeving in de dikke darm droger wordt en eet niet meer. Het vormt zich om tot een ronde vorm en slaat wat reservevoedsel op. Het deelt zich nog twee keer tot er vier kernen zijn en is dan klaar om uitgescheiden te worden om vervolgens andere gastheren op te zoeken. De parasiet beweegt zich voort door middel van pseudopodia: schijnvoetjes/ uitsteeksels.
Aanvankelijk werd aangenomen dat relatief weinig mensen ziek worden van Entamoeba histolytica, maar dit idee is achterhaald. Dit komt doordat de cyste van een nauw verwant organisme, Entamoeba dispar, morfologisch en microscopisch niet te onderscheiden is van Entamoeba histolytica. Entamoeba dispar is niet pathogeen en Entamoeba histolytica is dat wel. Anders dan de cyste is de trophozoid wel te onderscheiden. Deze eet namelijk erytrocyten en dit doet Entamoeba dispar niet.

## Aanvullende diagnostiek
DNA-test. De polymerase-kettingreactie, vaak afgekort tot PCR (van Polymerase Chain Reaction), is een manier om uit zeer kleine hoeveelheden DNA (enkele moleculen) specifiek een of meer gedeeltes te vermenigvuldigen (amplificeren) tot er genoeg van is om het te analyseren.

## Symptomen
Entamoeba histolytica kan symptomatisch zijn (4-10% ontwikkelt de ziekte binnen een jaar) en asymptomatisch. Entamoeba histolytica kan door middel van proteasen het weefsel kapotmaken en erytrocyten eten. Dit veroorzaakt bloedingen, een belangrijk symptoom van infectie met Entamoebe histolytica, en veroorzaakt bloed en slijm in de ontlasting. Ook de lever kan aangetast zijn. Dit zorgt voor koorts, hepatomegalie en pijn.

## Behandeling
Deze parasiet wordt bestreden met metronidazol. Preventie bestaat uit chlorinatie van water en adequate sanitaire voorzieningen.

## Levenscyclus

Levenscyclus van Entamoeba histolytica